# CJEC-FM
CJEC-FM, publicisée sous le nom de WKND 91.9, est une station de radio commerciale appartenant à Leclerc Communication dans la ville de Québec. Elle diffuse à la fréquence 91,9 MHz sur la bande FM avec une puissance de 31 000 watts à partir du mont Bélair.
WKND 91.9 FM est une station musicale qui diffuse des nouveautés musicales, des succès de l’heure aux États-Unis ou à l’étranger ainsi que de la musique contemporaine des années 2000 à aujourd’hui.
Sa station-sœur est CFEL-FM 102,1 (BLVD 102,1).

## Historique
Cogeco Radio-Télévision inc. a obtenu une licence pour CJEC-FM le 16 juillet 2002 et la station est entrée en ondes à midi le 23 août 2003 en important ainsi la marque Rythme FM dans la ville de Québec. Les studios sont situés au 815 boulevard Lebourgneuf, suite 505 à Québec.
À la suite de l'achat des stations Corus Québec par Cogeco annoncé le 30 avril 2010, la station a dû être vendue étant donné que les règles du CRTC permettent un maximum de deux stations par le même propriétaire sur la bande FM dans le même marché et de la même langue. Le 17 décembre 2010, le CRTC a approuvé la transaction et cette station devra être vendue dans les 12 prochains mois.
Le 9 novembre 2011, la famille Leclerc a annoncé son intention de faire l'acquisition de CJEC-FM ainsi que CFEL-FM. La transaction a été complétée le 30 novembre.
Cette station faisait partie du réseau Rythme FM qui regroupe quatre stations au Québec et CJEC-FM était la seule du réseau appartenant à Leclerc Communication, la station a abandonné le réseau Rythme FM le 21 mai 2012 à minuit et est devenue WKND Radio 91.9 (WKND) le 20 juin 2012 à 18 h.

## Lancement de la bannière WKND

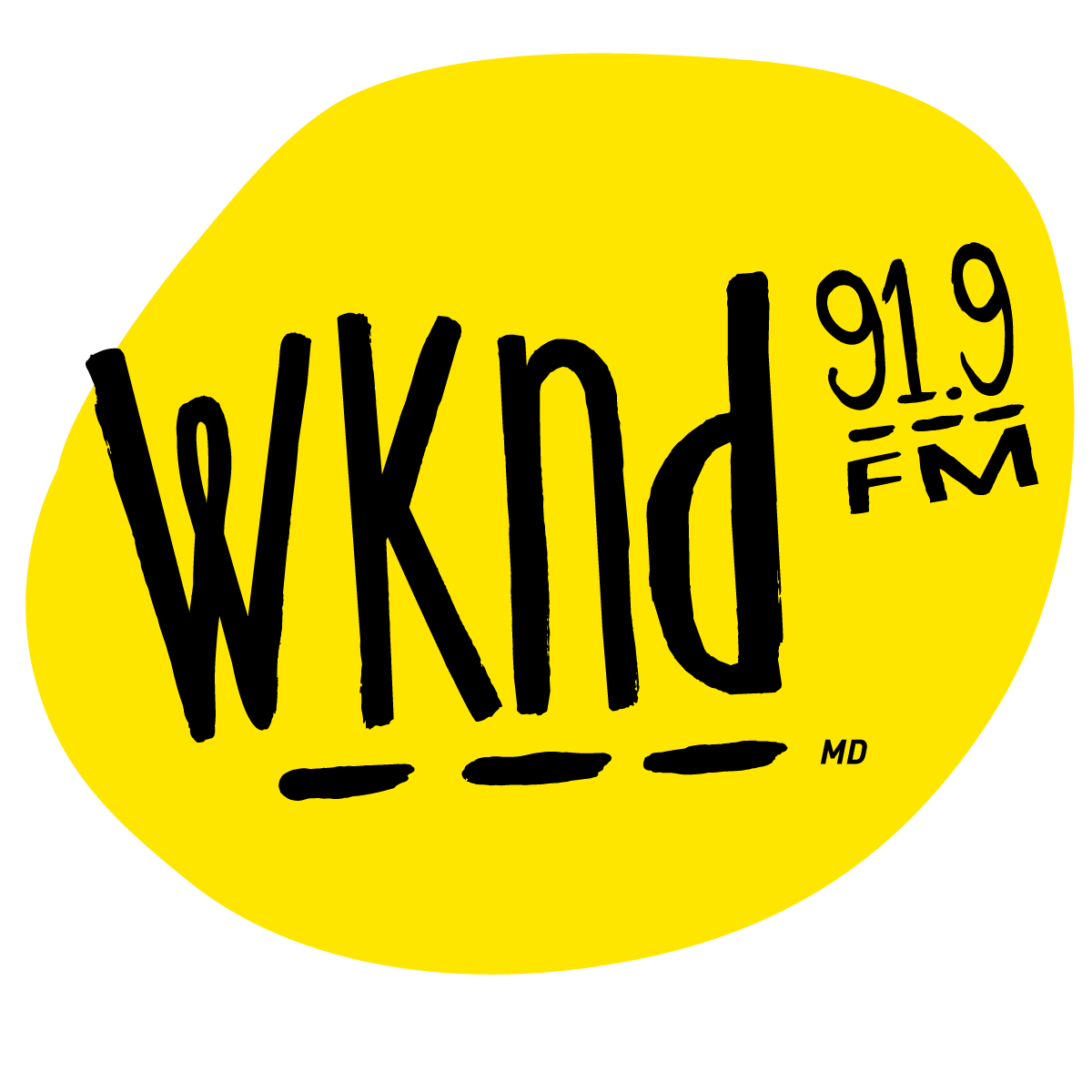
Logo WKND 91,9 2012

Au moment de l’achat de la station par Leclerc Communication, la station diffusait de la musique de style adulte contemporain et était rattachée au réseau Rythme FM. Elle en a gardé l’appellation jusqu’au 21 mai 2012 à minuit et est devenue officiellement WKND 91,9 le 20 juin 2012, à 18 h.
Depuis lors, WKND 91,9 propose à ses auditeurs un mélange de nouveautés tirées des palmarès HOT AC, Triple A et alternatif, de même que les meilleurs succès pop-rock des années 90 et 2000. À ses débuts, la station comptait notamment dans sa grille les animateurs-vedettes de Québec Martin Dalair, Pierre-Yves Lord et Sylvie Goulet.
Dès son premier sondage, à l'automne 2012, la station enregistre une forte croissance d’écoute avec une augmentation de plus de 40 000 auditeurs et près de 300 000 heures d’écoute se classant #1 chez les Adultes de 18 à 34 ans.
Au printemps 2019, WKND 91,9 était la station musicale qui engendrait le plus d’heures d’écoute dans le marché de Québec. Elle est particulièrement performante auprès des jeunes adultes (c’est la station de radio qui rejoint le plus d’auditeurs âgés entre 18 et 34 ans, avec 45 500 auditeurs dans cette tranche d’âge) et des femmes (c'est la station numéro 1 auprès des femmes de 25-54 ans avec 59 100 auditrices de cette cible et 31,6 % des parts de marché).

### Expansion montréalaise
Fin août 2018, RNC Media vend ses stations CKLX-FM 91,9 Montréal et CHOI-FM Québec à Leclerc Communication, mais n'a pas l'intention de se départir de WKND et CFEL-FM (BLVD), malgré les règlements du CRTC n'autorisant pas plus que deux stations sur la bande FM par le même propriétaire dans la même ville. Le 16 novembre, Leclerc annonce son intention de convertir la station sportive montréalaise par une station musicale sous le nom WKND.
Le 30 avril 2019, le CRTC approuve la transaction à la condition que Leclerc se départisse d'une station à Québec. Quelques heures plus tard, Leclerc renonce à l'achat des deux stations.
Le 13 novembre 2019, Gregory Charles vend sa station CJPX-FM à Leclerc Communication,. Une demande a également été déposée en vue de faire modifier les conditions de licence de CJPX-FM 99,5, pour la faire passer d'une station de format spécialisé à une station de musique populaire nommée WKND 99,5 Montréal, qui diffusera de la musique pop-rock et alternative. Leclerc Communication souhaite offrir aux auditeurs de Montréal un format similaire à celui de la station WKND 91,9 à Québec.
Le 3 avril 2020, le Conseil de la radiodiffusion et des télécommunications canadiennes (CRTC) approuve la transaction conclue entre Leclerc Communication et le groupe Média ClassiQ visant l’acquisition de la station CJPX-FM 99,5 à Montréal. Le 14 juin 2020 à minuit, Leclerc Communication lance une station de radio temporaire nommé 99,5 Montréal avec une programmation 100 % francophone et cesse de diffuser officiellement de la musique classique.
Le 17 juin 2020 à 17 h, la station devient officiellement WKND 99,5 avec le lancement d'une radio 100 % musicale tout l'été et annonce ses premières têtes d'affiche Mélanie Maynard, Anne-Marie Withenshaw et Alexandre Despatie. Le lancement officiel de la programmation s'est fait le 17 août 2020.
À l'automne 2024, WKND à Montréal demeure dernier dans les cotes d'écoute et change de source pour QUB Radio de Québecor, en semaine de 6 h à 18 h et de la musique les soirs, nuits et fins de semaine, et adoptant un logo générique. WKND de Québec peut dorénavant être écouté à Montréal via la radio numérique terrestre sur HD2.

## Animateurs de WKND
- Martin Dalair (Dalair le matin)
- Laurence Gagnon (Dalair le matin)
- Catherine Bachand (Dalair le matin et Le Double Décompte)
- Joannie Fortin (La Playlist (AM) et L'Apéro WNKD (samedi))
- Alexandre Barrette (Pas Pire Show d'Alex Barrette)
- Geneviève Hébert-Dumont (Pas Pire Show d'Alex Barrette)
- Nathan Meilleur (La Scène WKND, Les Retours)
- Mathieu Marcotte (Les Retours)
- Sylvie Goulet (Les Retours)
- Gabriel Marineau (Les Retours / Zone New Country / Le Studio WKND)
- Dominik Chevalier (Le Roadtrip du WKND)

## Logos

Logo de Rythme FM 91.9 jusqu'au 21 mai 2012.
Logo WKND Radio depuis le 20 juin 2012.